# 팔머 칼리지 오브 카이로프랙틱
팔머 칼리지 오브 카이로프랙틱(Palmer College of Chiropractic)은 미국 아이오와주 대븐포트에 메인 캠퍼스를 둔 사립 카이로프랙틱 칼리지이다. 1897년 대니얼 데이비드 파머에 의해 설립되었으며 세계 최초의 카이로프랙틱 학교이다. 이 칼리지의 이름은 원래 팔머 스쿨 앤드 큐어(Palmer School and Cure)였으나 나중에 팔머 스쿨 오브 카이로프랙틱(Palmer School of Chiropractic)이 되었다. 초기의 대부분의 카이로프랙틱 학교들은 팔머의 동문들이 설립하였다.